# A Saucerful of Secrets (chanson)
Pour les articles homonymes, voir A Saucerful of Secrets.
Pistes de A Saucerful of Secrets
Corporal Clegg See-Saw
A Saucerful of Secrets est un instrumental du groupe rock progressif britannique Pink Floyd qui apparaît sur l'album du même nom sorti en 1968. La chanson portait initialement le titre Massed Gadgets of Hercules.

## Composition
Avant-gardiste, cette pièce instrumentale inclut une importante section de percussions et est construite en trois mouvements (le 3e est divisé en deux parties).
1. Something Else (« quelque chose d'autre » : très calme au début, section d'orgue et crescendo dramatique. (0 min – 3 min 57 s)
2. Syncopated Pandemonium (« pandémonium syncopé ») : violente, boucles de batterie, déflagrations de guitare, gong violenté, piano free. (3 min 57 s – 7 min 7 s).
3. Storm Signal (« signal d'orage ») : clochettes et grondements d'orgue. Cette partie est souvent embryonnaire, jusqu'à passer inaperçue comme une sorte de transition entre les deux parties voisines. (7 min 7 s - 8 min 30 s).
4. Celestial Voices (« voix célestes ») : partie passacaille, en contraste total avec les parties précédentes qui évoquaient une sorte de chaos. La partie commence avec un thème de 15 accords sur 8 mesures à l'orgue, sur lequel se greffent ensuite : la guitare (en glissendi de bottleneck), la basse, la batterie, la guitare (au médiator) et la voix (celle de David Gilmour). Elle donne un aspect euphorique à l'ensemble de la pièce. Cette partie a été reprise seule lors de plusieurs concerts où elle clôturait une suite nommée The Journey. Une version d'une longueur exceptionnelle (9 reprises du thème) en a été exécutée au Royal Festival Hall en 1969 avec grand orgue, cuivres et chœurs ; une autre dans un concert au Concertgebauw d'Amsterdam en 1969 également. Celestial Voices recevait alors le titre The End of the Beginning. (8 min 30 s - fin).

## Versions
Il existe trois différentes versions officielles de cette chanson : une première version sur l'album A Saucerful of Secrets, une version en concert sur le premier disque du double album Ummagumma, et une version dans le film Pink Floyd: Live at Pompeii.
A Saucerful of Secrets est présente dans nombre de bootlegs de l'époque 1968-1973, où elle atteint, voire dépasse les 20 minutes.

## Personnel
- David Gilmour - guitares, chœurs
- Roger Waters - basse, percussions, gong
- Richard Wright - piano, orgue
- Nick Mason - batterie

## Liens
- Site officiel de Pink Floyd
- Site officiel de Roger Waters
- Site officiel de David Gilmour
- Extrait de la chanson dans le film Pink Floyd: Live at Pompeii